# Carles de Gonzaga-Nevers

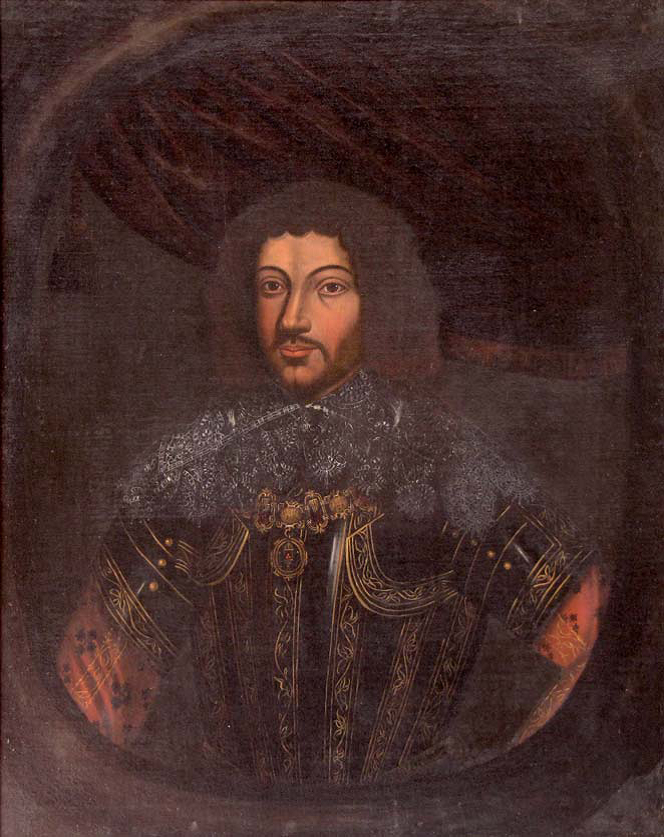
Carles de Gonzaga-Nevers.

Carles de Gonzaga-Nevers -en italià Carlo di Gonzaga-Nevers- (París, 22 d'octubre de 1609 - Cavriana, 14 d'agost de 1631) fou duc de Mayenne i d'Aiguillon, marquès de Villars, Comte del Maine i comte de Tenda. Donat que va morir abans que el seu pare, el ducat va passar a mans de la regència de la seva dona Maria Gonzaga de Màntua i més tard al seu fill Carles. De fet va ser un casament entre membres de la mateixa família per a assegurar-se la continuïtat del ducat de Màntua, la titularitat del qual era el dot de la seva dona que no va poder ostentar Carles. Era fill del duc de Màntua Carles I Gonzaga-Nevers (1580-1637) i de Caterina de Lorena (1585-1618). El 25 de desembre de 1627 es va casar amb Maria Gonzaga de Màntua (1609-1660), filla del duc de Màntua i Montferrat Francesc IV (1586-1612) i de Margarida de Savoia (1589-1655). El matrimoni va tenir dos fills:
- Elionor (1630-1686), casada amb l'emperador Ferran III del Sacre Imperi Romanogermànic (1608-1657).
- Carles (1629-1665), casat amb Isabel Clara d'Habsburg.